# Hieracium hibernicum
Hieracium hibernicum es una especie de planta con flor del género Hieracium, de la familia Asteraceae, orden Asterales.

## Distribución
Hieracium hibernicum se distribuye por Irlanda e Irlanda del Norte.

## Taxonomía
Fue descrita científicamente por F. Hanb.
Tratamiento taxonómico
La especie aparece registrada y publicada en J. Bot.